# حنية كروية

نموذج ثلاثي الأبعاد للحنية الكروية (b) أسفل روطن القبة (a).

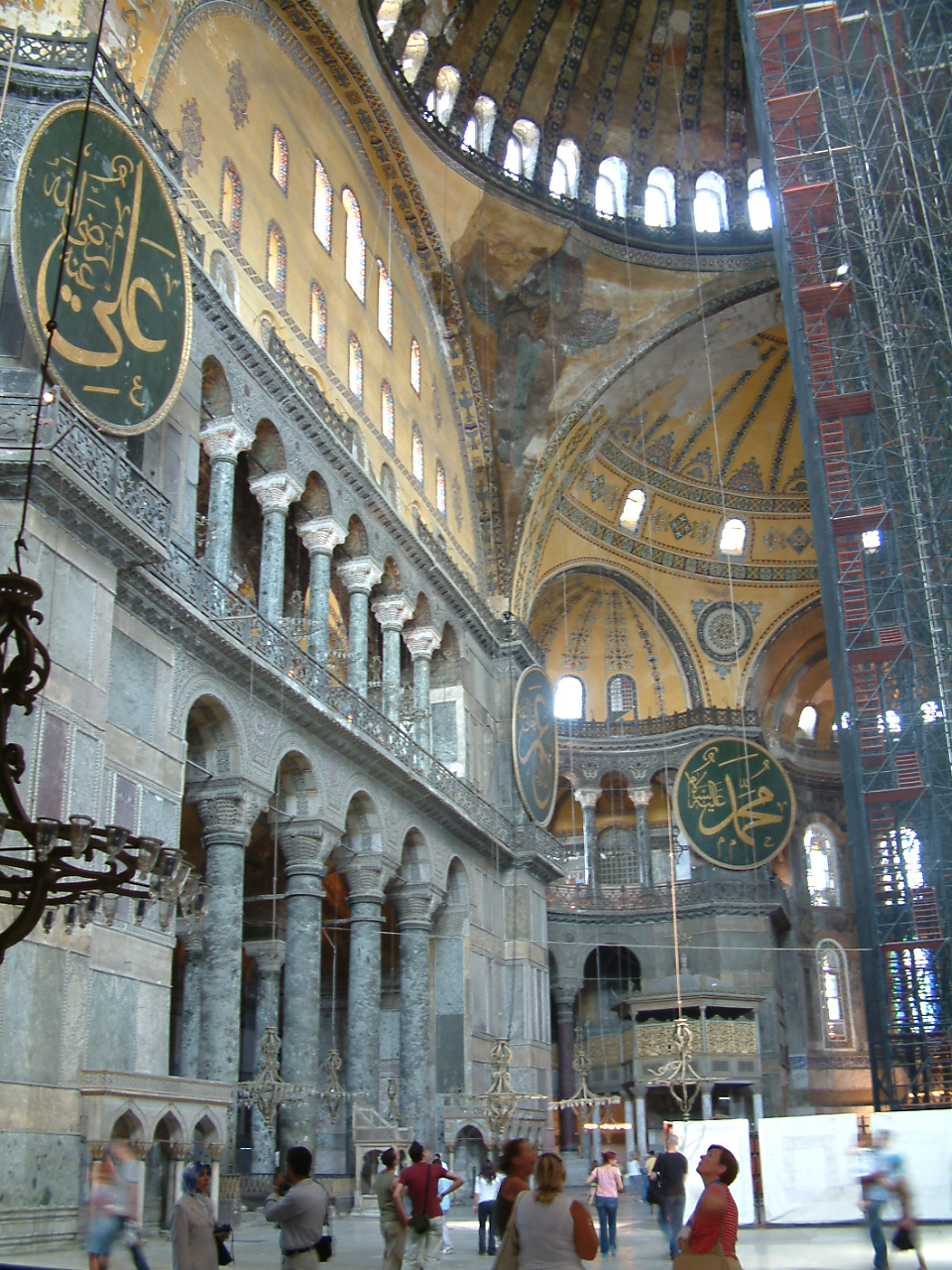
الحنيات الكروية في آيا صوفيا.

الحنية الكرويّة أو المثلث الكروي  هي إحدى الحلول الإنشائيّة التي ينتقل فيها التصميم من المربع إلى الدائرة وتحديدًا في القباب ذات القطع الناقص. تتخذ الحنية الكرويّة شكلاً مثلثًا كرويًّا يربط بإحدى نقاطه المنطقة السفليّة من جهة ويتسع عند طرف القبّة بالمنطقة العلويّة من جهة أخرى. يتركز وزن القبّة على الحنيات الكرويّة في الزوايا الأربع حيث يمكن أن يتوزع على الدعامات أسفلها.
لقد كان كل من الحنية المقرنصة والعوارض يُستخدم قبل تطوير فكرة الحنية الكرويّة. كان الاستخدام الأول لهذا العنصر الإنشائي في القرنين الثاني والثالث للميلاد في قباب العمارة الرومانيّة، ولكن تطوير الشكل لم يكتمل إلاّ في القرن الخامس عند إنشاء آيا صوفيا في القسطنطينية، التي تُعتبر من أهم معالم 
العمارة البيزنطيّة. كما جرت العادة استخدام الحنية الكرويّة في الكنائس الأرثوذكسيّة التي تعود إلى حقبة عصر النهضة والباروك، حيث تقع أسفل الروطن في قاعدة القبّة، كما توجد بالعادة نوافذ بينها. ولقد تم استخدامها أيضًا في العمارة الإسلاميّة كما في العصر الأيوبي.

## صور

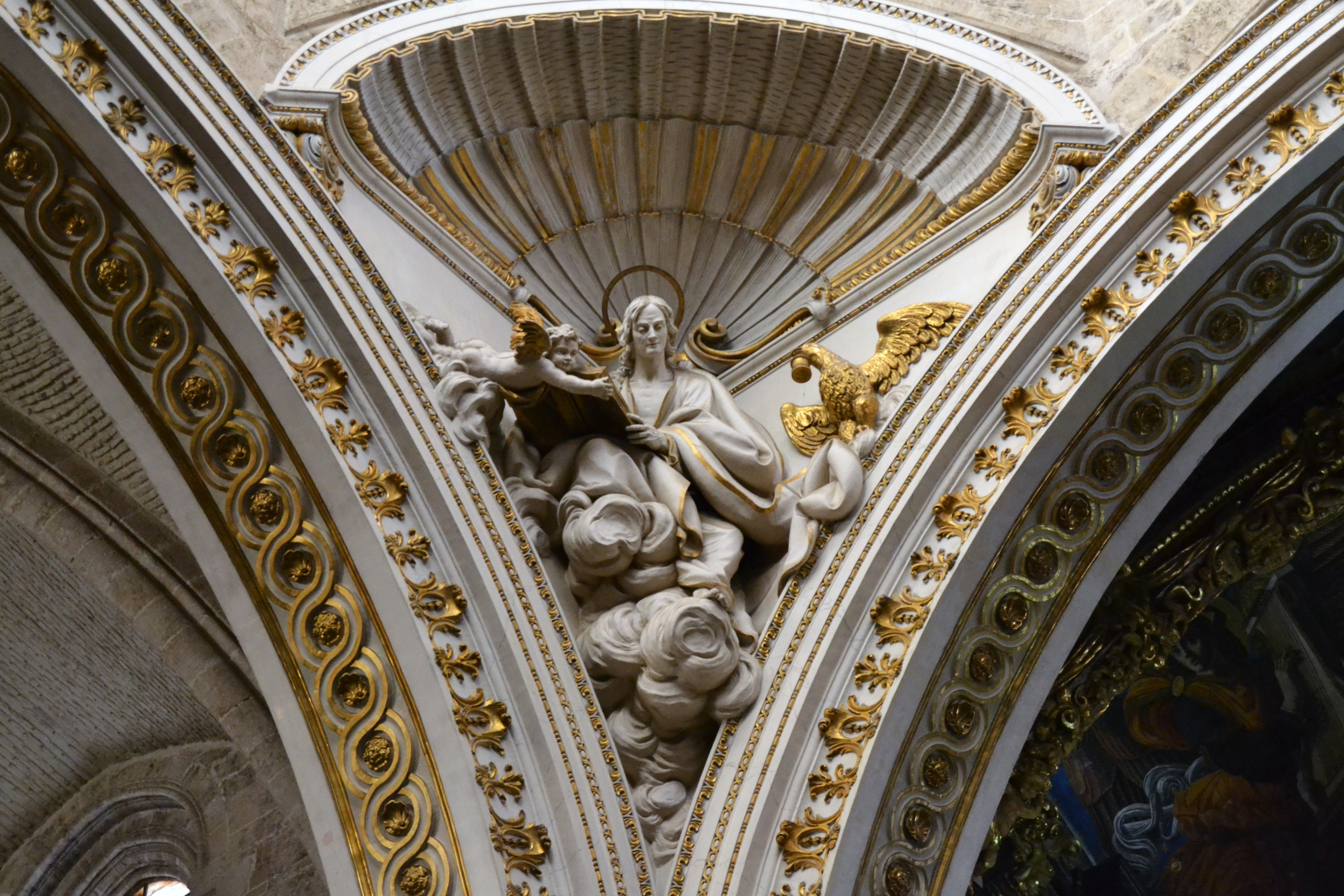
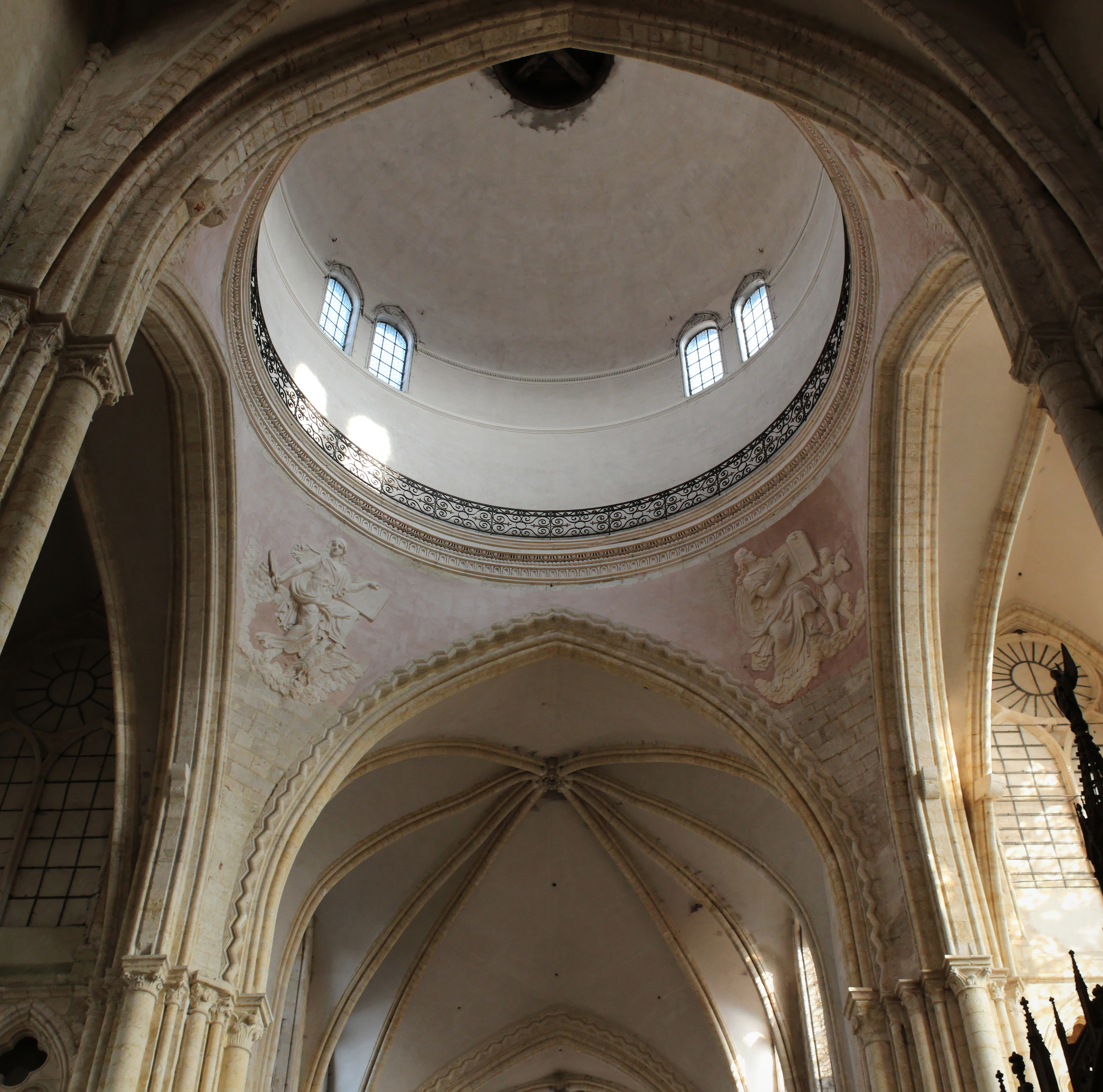
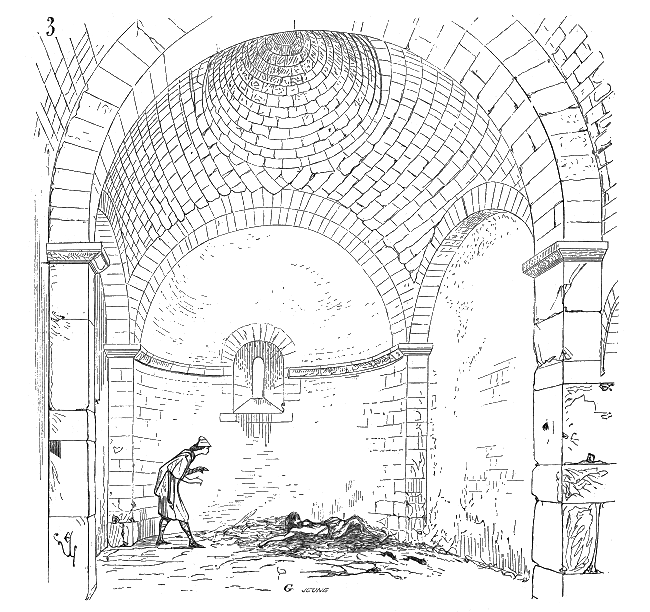

## وصلات خارجية
- نمذجة الحنية الكروية في المساجد (بالتركية)